# Pirronsaaret
Pirronsaaret är en ö i Finland. Den ligger i sjön Päijänne och i kommunen Jämsä i landskapet Mellersta Finland, i den södra delen av landet, 200 km norr om huvudstaden Helsingfors. Öns area är 1,8 hektar och dess största längd är 190 meter i sydöst-nordvästlig riktning.  Notera att namnet antyder att det är fråga om flera öar.